# Upper Holker
Upper Holker var en civil parish 1866–1949 när det uppgick i Lower Allithwaite, i grevskapet Cumbria i England. Civil parish var belägen 6 km från Ulverston och hade 223 invånare år 1931. Den inbegrep Beck Side.